# Unión (Montevideo)

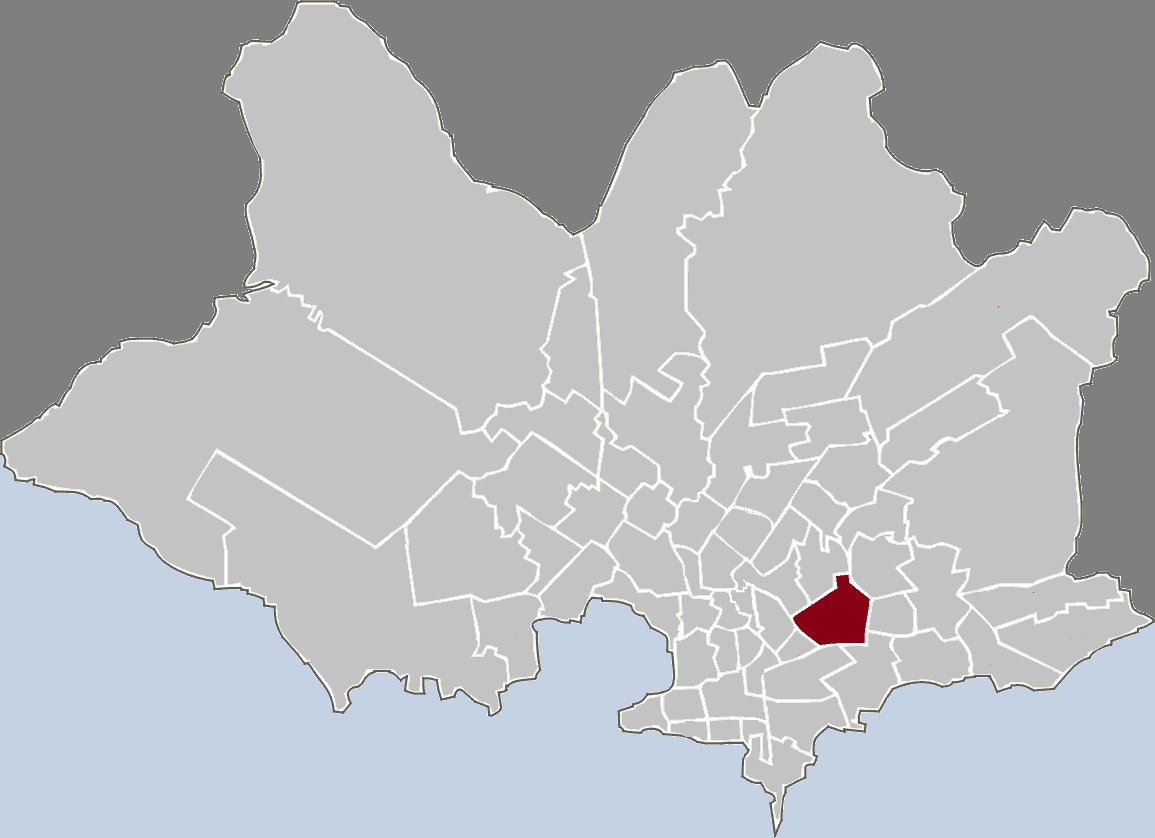
Lage von Unión in Montevideo

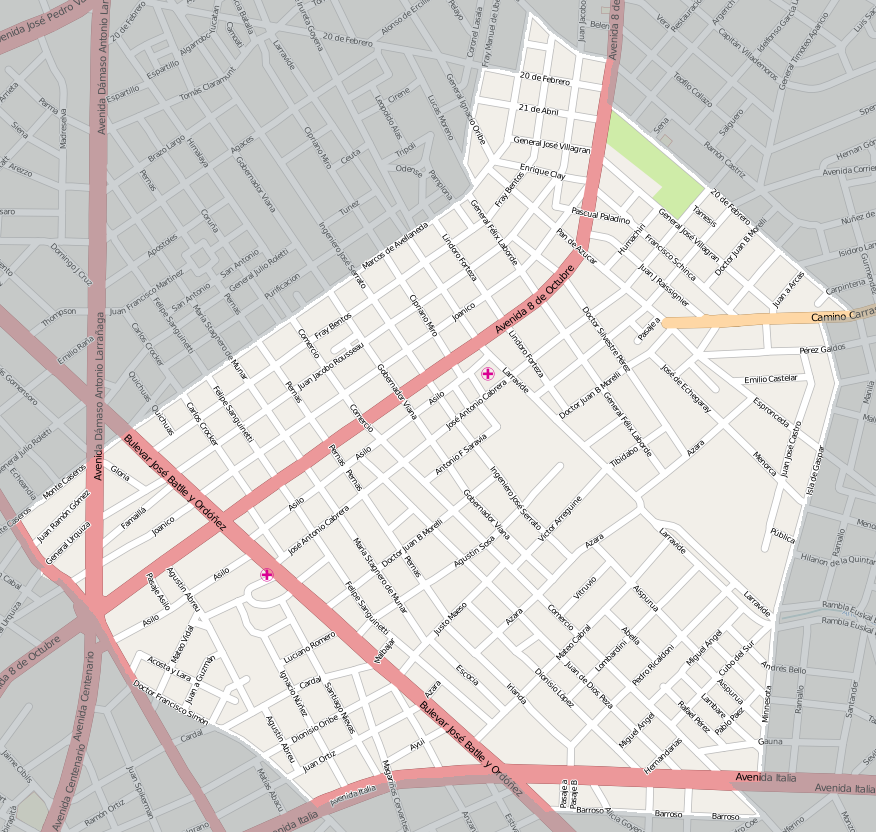
Plan von Unión

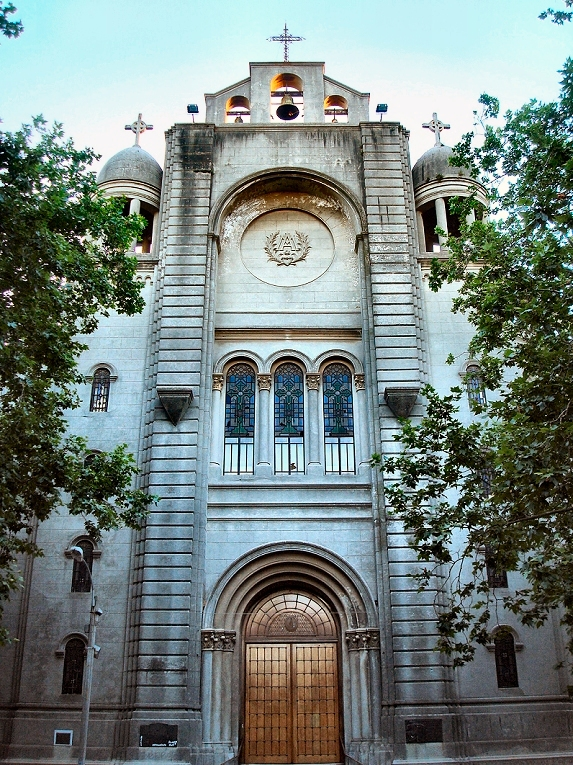
Iglesia de la Unión

Unión ist ein Stadtviertel (barrio) der uruguayischen Hauptstadt Montevideo.

## Lage
Es befindet sich im zentralen Süden des Departamentos Montevideo. Unión grenzt dabei im Süden an Parque Batlle-Villa Dolores und Buceo. Westlich liegen die Stadtteile La Blanqueada, Larrañaga und Mercado Modelo y Bolívar. Im Norden schließen Villa Española und Maroñas - Parque Guaraní an, während im Osten Malvín Norte das Stadtgebiet fortführt.
Eingeschlossen wird das Gebiet des Stadtviertels dabei von Südwesten im Uhrzeigersinn ausgehend von der aus den folgenden Straßen gebildeten Grenzlinie: Dr. Francisco Simon, Avenida Dr. Luis Alberto de Herrera, Avellaneda, Fray M. de Ubeda, 20 de Febrero, Avellaneda, Camino Corrales, Avenida 8 de Octubre, 20 de Febrero, Camno Carrasco, Isla de Gaspar, Minnesota, Avenida Italia, Avenida Mcal. Francisco Solano Lopez, Barroso, Bulevar Batlle y Ordonez und erneut Avenida Italia.
Das Gebiet von Unión ist den Municipios Municipio D und Municipio E zugeordnet.

## Infrastruktur und Beschreibung

### Gesundheitswesen
Im Stadtteil sind das Hospital Evangélico, das Hospital Hogar Dr. Luis Piñeyro del Campo und das Hospital Pasteur angesiedelt.

### Bildung
Union beheimatet ferner das Liceo N° 14, die Escuela Sanguinetti und die Escuela Ma-Pa Central.

### Religion
Auch die Capilla María Reina de La Paz findet sich im südwestlichen Teil des Stadtviertels am Bulevar José Batlle y Ordoñez.

### Sehenswürdigkeiten und Weiteres
Südwestlich des Hospital Pasteur befindet sich die Plaza General Miró. Ferner liegen die Plaza Minnesota, die Plaza 20 de Febrero und der von den Straßen 20 de Febrero, Cabrera und Villagrán eingefasste Parque César Díaz im Stadtviertel. Dieser Park, an dem auch zwei Schulen gelegen sind, ist in der Vergangenheit insbesondere als Zentrum des Drogenhandels, der Prostitution und täglicher Raubüberfälle in die Schlagzeilen geraten.